# Градоначелник Београда
Градоначелник Београда представља и заступа Град и врши извршну функцију у Граду Београду. Он је, такође, председник Градског већа у којем има право гласа.
Градоначелника бира Скупштина града, из реда одборника, на време од четири године, тајним гласањем, већином гласова од укупног броја одборника.
Има помоћника и заменика који га замењује у случају дуже одсутности или других разлога спречености да обавља своју дужност.
Кандидата за градоначелника предлаже председник Скупштине. Кандидат за градоначелника предлаже кандидата за заменика градоначелника из реда одборника, кога бира Скупштина града на исти начин као градоначелника. Градоначелнику и заменику градоначелника избором на ове функције престаје мандат одборника у Скупштини града. Градоначелник и заменик градоначелника су на сталном раду у Граду Београду.

## Надлежности
Градоначелник Београда:
- именује и разрешава заменика градоначелника уз сагласност Скупштине града
- непосредно извршава и стара се о извршавању одлука и других аката Скупштине града
- предлаже одлуке и друге акте које доноси Скупштина града, као и начин решавања питања о којима одлучује Скупштина града
- стара се о извршавању поверених послова из оквира права и дужности Републике
- усмерава и усклађује рад Градске управе
- предлаже постављење и разрешење начелника и заменика начелника Градске управе
- одлучује о давању на коришћење, односно у закуп, као и о отказу уговора о давању на коришћење, односно у закуп и стављању хипотеке на непокретности које користе органи Града и Градска управа, уз сагласност Републичке дирекције за имовину Републике Србије
- наредбодавац је за извршење буџета
- доноси појединачне акте за које је овлашћен законом, Статутом или одлуком Скупштине града
- образује стручна радна тела за поједине послове из свог делокруга
- врши и друге послове утврђене Статутом и другим актима Града

## Градоначелници
Функција градоначелника Београда уведена је 2004, а пре тога први човек града био је председник Скупштине града (1963—2004), односно председник Народног одбора (1944—1963), а пре Другог светског рата управник града Београда и председник Београдске општине. На првим и јединим директним изборима за градоначелника Београда, одржаним 19. септембра (први круг) и 3. октобра 2004. (други круг) победу је однео Ненад Богдановић, кандидат коалиције око Демократске странке. Добивши 50,19% гласова, у другом кругу, победио је противкандидата Александра Вучића, из Српске радикалне странке.
Богдановић је функцију о обављао до смрти 27. септембра 2007, а до нових избора, дужност градоначелника вршио је председник Скупштине града Зоран Алимпић, док је заменица градоначелника била Радмила Хрустановић, а помоћница Горица Мојовић. Након избора за Скупштину града Београда, одржаних 11. маја 2008, дужност градоначелника привремено је вршио Бранислав Белић, који је као најстарији одборник председавао Скупштином града. Формирањем скупштинске већине, коју су чинили коалиција За европски Београд, Либерално демократска партија и коалиција СПС-ПУПС-ЈС, за новог градоначелника је 19. августа изабран Драган Ђилас. На функцији је остао и након градских избора, одржаних 6. маја 2012, када су скупштинску већину поново формирали Демократска странка и коалиција СПС-ПУПС-ЈС.
Променом власти на републичком нивоу, наступила је криза у коалиционим односима између Демократске странке и Социјалистичке партије Србије, што је узроковало сменом Ђиласа са места градоначелника 18. новембра 2013, након чега је Влада Републике Србије увела Привремени орган, на чијем челу је био Синиша Мали. После ванредних градских избора, 16. марта 2014, на којима је већину гласова добила коалиција око Српске наредне странке, која је градску власт формирала са коалицијом СПС-ЈС, за новог градоначелника је 24. априла избран Мали. Ова коалиција добила је већину и на следећим градским изборима, 4. марта 2018, након којих је 7. јуна за градоначелника изабран Зоран Радојичић, чији је мандат карактерисала доминантна улога заменика градоначелника Горана Весића.
Након градских избора, одржаних 2. априла 2022, Скупштина града Београда је гласовима коалиције око СНС и коалиције СПС-ЈС, 20. јуна за новог градоначелника Београда изабрала Александра Шапића. Оставку на место градоначелника Града Београда Александар Шапић је поднео 29. септембра 2023. године.